# František Bartoš (generál)
František Bartoš (1. května 1880, Chvalčovice – 16. září 1946, Praha) byl československý divizní generál a zástupce náčelníka Hlavního štábu branné moci.

## Život
V roce 1906 absolvoval vídeňskou Kriegs-Schule. Od května 1922 obdržel post přednosty 4. etapního oddělení Hlavního štábu branné moci, od února 1926 pak funkci druhého zástupce náčelníka Hlavního štábu branné moci. Od února 1925 byl také generální sekretář Meziministerského pracovního sboru pro věci národní obrany. Obě tyto funkce zastával do února 1929.
Byl jedním z mála čs. generálů, který kolaboroval s nacisty. Po skončení války byl souzen Národním soudem v Praze a odsouzen k trestu smrti provazem. Trest byl vykonán 16. září 1946.

## Vyznamenání
- 1919  Československý válečný kříž 1914–1918
- 1923  Řád čestné legie, V. třída - rytíř
- 1925 Řád svatého Sávy, III. třída
- 1925 Řád znovuzrozeného Polska, III. třída - komtur
- 1926  Řád bílého orla , III. třída
- 1928  Řád čestné legie, IV. třída - důstojník
- 1930  Řád Nilu [2], II. třída